# Apertura Zukertort
La apertura Zukertort-Réti es una apertura de ajedrez que debe su nombre a Johannes Zukertort y comienza con el movimiento:
1. Cf3
Se utiliza el nombre "Apertura Zukertort-Réti" para el movimiento de apertura 1.Cf3, a pesar de que la mayoría de fuentes definen el Réti más concretamente como la secuencia 1. Cf3 d5 2.c4.
Una apertura de flanco, constituye el tercer movimiento más popular de los veinte movimientos de apertura legales que tienen las blancas, solo por detrás de 1.e4 y 1.d4.
El movimiento ha sido descrito por Edmar Mednis como "apertura perfecta y flexible" y por otros como Aron Nimzowitsch como "ciertamente el movimiento más sólido, mientras que movimientos como 1.e4 y 1.d4 son ambos comprometedores." El juego puede transponer a muchas otras aperturas que normalmente comienzan con 1.e4, 1.d4, o 1.c4. Si el negro no es prudente, corre el riesgo de entrar sin preparación a una apertura altamente teórica, p. ej. después de que 1.Cf3 c5 el blanco puede jugar 2.e4 lo que lleva a la línea principal de la defensa siciliana. Otras transposiciones comunes son a varias líneas del Gambito de dama declinado (después de p. ej. 1.Cf3 d5 2.d4 Cf6 3.c4) o la apertura catalana (después de p. ej. 1.Cf3 Cf6 2.g3 d5 3.Ag2 e6 4.0-0 Ae7 5.c4).
Las líneas independientes principales que normalmente empiezan con 1.Cf3 son la Réti (1.Cf3 d5 2.c4) y el ataque indio de rey (donde las blancas juegan 1.Cf3, 2.g3, 3.Ag2, 4.0-0, y 5.d3, aunque no siempre en este orden). Jugando 1.Cf3 el blanco ha impedido que el negro juegue 1...e5, y muchos jugadores que quieren jugar la apertura inglesa evitando la siciliana inversa que comienza con 1.c4 e5 optan por empezar el juego con 1.Cf3.
En la Enciclopedia de aperturas de ajedrez, las aperturas Zukertort están codificadas con la serie A04-A09. 1...d5 aparece bajo A06–A09, 1...Cf6 bajo A05, y cualquier otro movimiento negro bajo A04.

## Continuaciones
Las respuestas negras con uno o más capítulos en la Enciclopedia de aperturas  de ajedrez aparecen debajo, por orden de popularidad.

### 1...Cf6
Como el movimiento blanco, el del negro intenta no comprometerse con una apertura concreta. 2.d4 es idéntico a 1.d4 Cf6 2.Cf3 (véase apertura de peón de dama). 2.c4 es un comienzo común para la apertura inglesa o puede llevar al gambito de dama declinado 2.g3 a menudo inicia el ataque indio de rey.

### 1...d5
El negro reclama el centro. El blanco tiene muchas opciones de transposición. 2.d4 es otra vez lo mismo que 1.d4 d5 2.Cf3 (véase apertura de peón de dama). 2.g3 es el ataque indio de rey. 2.c4 es la apertura Reti o la inglesa.

### 1...c5
El negro invita al blanco a jugar 2.e4, transponiendo a la defensa siciliana, o 2.c4, el sistema simétrico de la apertura inglesa.

### 1...g6
Las blancas pueden mover 2.c4 para jugar la inglesa, 2.e4 para la siciliana, 2.g3 para el ataque indio de rey, o 2.d4 para la defensa india de rey.

### 1...e6
Como el blanco, el negro no se compromete a una apertura concreta. El blanco puede mover 2.c4 para jugar la inglesa o 2.e4 para la francesa (si el negro juega 2...d5) o la siciliana (si el negro juega 2...c5). Otro movimiento que no compromete al blanco es 2.d4, los que puede llevar a la siciliana, el gambito de dama declinado, la defensa holandesa, las defensas indias, el ataque indio de rey, o el sistema Londres, según la respuesta de las negras.

### 1...f5
Después de 1...f5, 2.d4 es la defensa holandesa. 2.e4 toma prestadas ideas del gambito Staunton.